# 长尾鸣鹃鵙
长尾鸣鹃鵙（学名：Lalage leucopyga）是山椒鸟科鸣鹃鵙属的一种，分布于新喀里多尼亚、所罗门群岛和瓦努阿图。长尾鸣鹃鵙诺福克岛亚种已经绝灭。
其自然栖息地为亚热带或热带的湿润低地森林以及亚热带或热带的湿润山地。